# Prefontaine Classic 2024
Prefontaine Classic 2024 – 51. edycja międzynarodowego mityngu lekkoatletycznego, który odbył się 25 maja 2024 roku na Hayward Field w Eugene. Zawody były piątą odsłoną znajdującej się w kalendarzu Diamentowej Ligi, cyklu najbardziej prestiżowych mityngów lekkoatletycznych, organizowanych pod egidą World Athletics w sezonie 2024.

## Program mityngu
Źródło: swisstiming.com.
| Godzina | Konkurencja                |
| ------- | -------------------------- |
| 12:05   | Bieg na 10 000 m           |
| 13:04   | Bieg na 400 m przez płotki |
| 13:12   | Bieg na 100 m              |
| 13:50   | Bieg na 110 m przez płotki |
| 14:11   | Pchnięcie kulą             |
| 14:27   | Bieg na 200 m              |
| 14:52   | Bieg na milę               |

| Godzina | Konkurencja                   |
| ------- | ----------------------------- |
| 10:50   | Bieg na 10 000 m              |
| 11:35   | Rzut młotem                   |
| 12:50   | Rzut dyskiem                  |
| 12:58   | Skok o tyczce                 |
| 13:08   | Trójskok                      |
| 13:18   | Bieg na 5000 m                |
| 13:41   | Bieg na 100 m przez płotki    |
| 13:57   | Bieg na 1500 m                |
| 14:09   | Bieg na 3000 m z przeszkodami |
| 14:34   | Bieg na 800 m                 |
| 14:42   | Bieg na 100 m                 |

## Wyniki
| WR – rekord świata \| WL – najlepszy wynik na listach światowych w sezonie \| AR – rekord kontynentu \| NR – rekord kraju \| PB – rekord życiowy SB – najlepszy wynik w sezonie \| MR – rekord mityngu |

### Mężczyźni
| Konkurencja                | 1. miejsce        | Rezultat       | 2. miejsce         | Rezultat    | 3. miejsce            | Rezultat    |
| Bieg na 100 m              | Christian Coleman | 9,95 SB        | Ferdinand Omanyala | 9,98 SB     | Brandon Hicklin       | 10,08       |
| Bieg na 200 m              | Kenneth Bednarek  | 19,89          | Courtney Lindsey   | 20,09       | Kyree King            | 20,15       |
| Bieg na milę               | Josh Kerr         | 3:45,34 WL NR  | Jakob Ingebrigtsen | 3:45,60 SB  | Yared Nuguse          | 3:46,22 SB  |
| Bieg na 10 000 m           | Daniel Mateiko    | 26:50,81 WL PB | Nicholas Kimeli    | 26:50,94 PB | Benard Kibet          | 26:51,09 PB |
| Bieg na 110 m przez płotki | Grant Holloway    | 13,03 WL       | Daniel Roberts     | 13,13       | Freddie Crittenden    | 13,16 SB    |
| Bieg na 400 m przez płotki | Gerald Drummond   | 48,56 SB       | Rasmus Mägi        | 48,85 SB    | CJ Allen              | 48,99       |
| Pchnięcie kulą             | Joe Kovacs        | 23,13 WL       | Payton Otterdahl   | 22,16       | Chukwuebuka Enekwechi | 21,91 NR    |

### Kobiety
| Konkurencja                   | 1. miejsce           | Rezultat        | 2. miejsce            | Rezultat    | 3. miejsce          | Rezultat    |
| Bieg na 100 m                 | Sha’Carri Richardson | 10,83 SB        | Julien Alfred         | 10,93 SB    | Dina Asher-Smith    | 10,98 =EL   |
| Bieg na 800 m                 | Keely Hodgkinson     | 1:55,78 WL      | Mary Moraa            | 1:56,71 SB  | Jemma Reekie        | 1:57,45 SB  |
| Bieg na 1500 m                | Diribe Welteji       | 3:53,75 PB      | Jessica Hull          | 3:55,97 AR  | Elle St. Pierre     | 3:56,00 PB  |
| Bieg na 5000 m                | Tsigie Gebreselama   | 14:18,76 WL PB  | Ejgayehu Taye         | 14:18,92 SB | Freweyni Hailu      | 14:20,61 PB |
| Bieg na 10 000 m              | Beatrice Chebet      | 28:54,14 WR     | Gudaf Tsegay          | 29:05,92 PB | Lilian Rengeruk     | 29:26,89 PB |
| Bieg na 100 m przez płotki    | Cyréna Samba-Mayela  | 12,52 =NR       | Jasmine Camacho-Quinn | 12,54       | Tonea Marshall      | 12,55       |
| Bieg na 3000 m z przeszkodami | Peruth Chemutai      | 8:55,09 WL NR   | Beatrice Chepkoech    | 8:56,51     | Faith Cherotich     | 9:04,45 SB  |
| Skok o tyczce                 | Emily Grove          | 4,63 SB         | Katie Moon            | 4,53        | Robeilys Peinado    | 4,53 SB     |
| Trójskok                      | Leyanis Pérez        | 14,73w          | Thea LaFond           | 14,62       | Shaniecka Ricketts  | 14,55 SB    |
| Rzut dyskiem                  | Valarie Allman       | 67,36           | Yaimé Pérez           | 67,25       | Jorinde van Klinken | 64,88 SB    |
| Rzut młotem                   | Camryn Rogers        | 77,76 DLR MR SB | DeAnna Price          | 76,74       | Brooke Andersen     | 76,34       |

## Rekordy
Podczas mityngu ustanowiono 7 krajowych rekordów w kategorii seniorów:
| Zawodnik              | Reprezentacja   | Konkurencja                   | Rezultat |
| --------------------- | --------------- | ----------------------------- | -------- |
| Josh Kerr             | Wielka Brytania | bieg na milę                  | 3:45,34  |
| Chukwuebuka Enekwechi | Nigeria         | pchnięcie kulą                | 21,91    |
| Jessica Hull          | Australia       | bieg na 1500 m                | 3:55,97  |
| Beatrice Chebet       | Kenia           | bieg na 10 000 m              | 28:54,14 |
| Sarah Chelangat       | Uganda          | bieg na 10 000 m              | 30:24,04 |
| Cyréna Samba-Mayela   | Francja         | bieg na 100 m przez płotki    | 12,52    |
| Peruth Chemutai       | Uganda          | bieg na 3000 m z przeszkodami | 8:55,09  |

a także 1 rekord świata juniorów:
| Zawodnik     | Reprezentacja | Konkurencja    | Rezultat |
| ------------ | ------------- | -------------- | -------- |
| Birke Haylom | Etiopia       | bieg na 5000 m | 14:23,71 |